# Gennadi II de Constantinoble
Gennadi (en llatí: Gennadius, en grec medieval Γεννάδιος i de nom legal Γεώργιος Κουρτέσιος Σχολάριος 'Georgios Kourtesios Scholarios', circa 1400 i mort el 1473) va ser un religiós grec del segle xv. A la primera part de la seva vida era conegut amb el nom de Γεώργιος ὁ Σχολάριος ('Georgios Scholarios'). Lleó Al·laci i Mateu Cariòfil bisbe d'Iconi, estan d'acord que existien dues persones diferents que portaven el nom de Georgios Scholarios, un que va acompanyar a l'emperador Joan VIII Paleòleg al concili de Florència l'any 1439 i que va advocar per la unió de les esglésies, i un altre, un monjo amic i deixeble de Marc, arquebisbe d'Efes, oposat a la unió.
Segons Lleó Al·laci, el primer va ser nomenat patriarca de Constantinoble mentre el segon va morir probablement abans del 1453 sense adquirir cap alta dignitat eclesiàstica. Segons Cariòfil la situació va ser inversa: el primer va morir abans del 1453 i el monjo va ser el patriarca. Autors més moderns consideren que no hi va haver dos personatges diferents.
El Georgios Scholarios que va ser patriarca havia nascut probablement a Constantinoble cap a l'any 1400, i va adquirir aviat una gran fama pels seus coneixements filosòfics i la seva eloqüència. Va tindre l'amistat i la confiança de Joan VIII Paleòleg i els prínceps Constantí (després emperador) i Teodor, germans de Joan VIII, i del megaduc Notares. De l'any 1438 al 1439 va ser jutge en cap de Palau i va acompanyar a l'emperador al concili de Florència on va parlar a favor de la unió de les esglésies, com volia l'emperador, encara que segurament abans no hi era favorable. A la tornada a Constantinoble de fet es va oposar a la unió.
El 1448, mort Joan VIII, el va succeir el seu germà Constantí XI Paleòleg. El papa va enviar al seu legat, el bisbe de Cortona, per fer confirmar les conclusions del Concili de Florència al nou emperador, i Gennadi s'hi va oposar, i com que la seva posició molestava l'emperador es va retirar a un monestir. Quan el papa va renovar els seus esforços per la unió el 1452, el clergat grec, en majoria oposat, va tenir com a cap a Gennadi, però l'emperador la va confirmar contra el parer del clergat. Gennadi va atribuir a aquesta circumstància la conquesta de Constantinoble el 1453. En entrar els otomans a la ciutat va intentar fugir però el van detenir i el van retornar a la ciutat.
El patriarca Gregori Mammes, favorable a la unió, havia fugit a Itàlia, i el soldà otomà va demanar al clergat d'elegir un altre patriarca i va ser elegit Gennadi, càrrec que va exercir fins al 1457 o 1458 quan va renunciar (alguns situen la renúncia el 1459) i es va retirar a un monestir prop de Serres. No se sap exactament quan va morir, però devia ser al tomb del 1473.
Se li atribueixen nombroses obres (un centenar) a part de les seves cartes. Entre les principals hi ha:
- Orationes  (presentades al concili de Florència)
- Apologia pro quinque Capitibus Concilii Florentini
- Exposició de la fe cristiana en grec, dirigit al soldà, anomenada Περὶ τῆς μόνης όδοῦ πρὸς την σωτηπίαν τῶν ἀνθρώπων

A més a més, va predir que la fi del món arribaria l'1 de setembre del 1492, quan, segons els seus càlculs, es complirien 7.000 anys de la creació.